# Thermidarctia
Thermidarctia este un gen de insecte lepidoptere din familia Arctiidae.

Cladograma conform Catalogue of Life:
| Thermidarctia | \| \| Thermidarctia thermidoides \| \| \| \| \| \| Thermidarctia thirmida \| \| \| \| |
|               | \| \| Thermidarctia thermidoides \| \| \| \| \| \| Thermidarctia thirmida \| \| \| \| |
|               | Thermidarctia thermidoides                                                            |
|               |                                                                                       |
|               | Thermidarctia thirmida                                                                |
|               |                                                                                       |